# میوه‌کاری

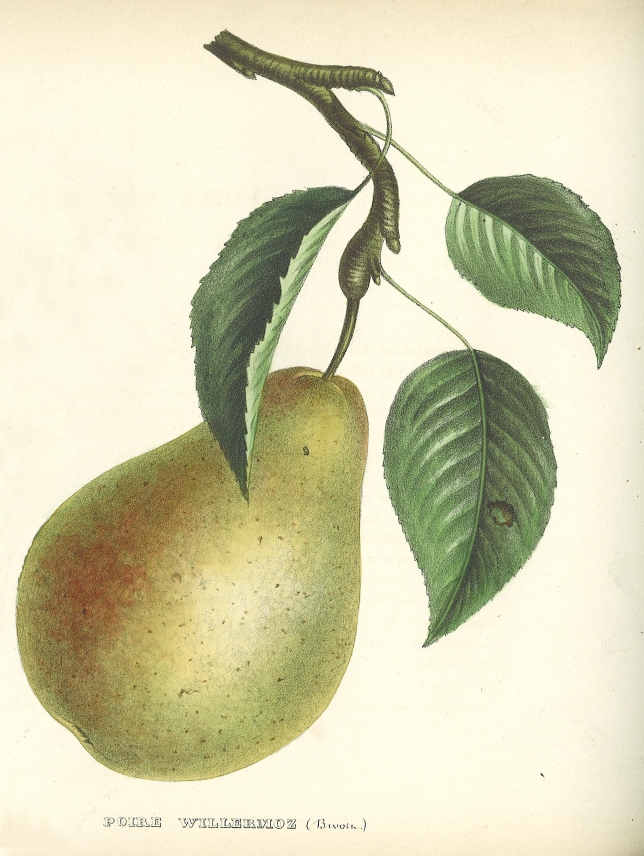

میوه‌کاری (به انگلیسی: Pomology) شاخه‌ای از گیاه‌شناسی است که به مطالعه و کاشت میوه می‌پردازد. پژوهشهای میوه‌کاری عمدتاً روی توسعه، کشت، و مطالعات فیزیولوژیکی روی درختان میوه متمرکز است. اهداف اصلاح درختان میوه شامل افزایش کیفیت میوه، تنظیم دوره تولید و کاهش هزینه‌های تولید است. کسی که با علم میوه‌کاری در ارتباط است میوه‌شناس نامیده می‌شود.

## تاریخچه
میوه‌کاری قرن‌ها حوزه مهم پژوهشی بوده‌است.

### ایالات متحده
اواسط قرن نوزدهم در ایالات متحده در پاسخ به تقاضاهای رو به افزایش بازار، در حال توسعهٔ برنامه‌های مربوط به باغ‌های میوه بودند. در همان زمان باغبانان وزارت کشاورزی ایالات متحده آمریکا و کالج‌های کشاورزی از سفرهای خارجی گونه‌های جدیدی را از سفرهای خارجی وارد کرده و تجربه‌های زیادی را در مورد این میوه‌ها بدست می‌آوردند. در پاسخ به این افزایش علاقه و فعالیت، در سال ۱۸۸۶ وزارت کشاورزی ایالات متحده آمریکا بخش میوه‌کاری را تأسیس کرده و هنری ای. فون دیمن را به عنوان رئیس میوه‌کاران انتخاب کرد. تمرکز مهم این بخش روی انتشار گزارش مصور واریته‌های (انواع) جدید و نتایج یافته‌های پژوهشی برای پرورش‌دهندگان میوه از طریق انتشارات ویژه و گزارش‌های سالانه بود. در طول این مدت، اندرو جکسون دانینگ و برادرش چارلز که متخصص میوه‌کاری و باغبانی بودند، کتاب میوه و درختان میوه آمریکا را منتشر کردند. (۱۸۴۵)
معرفی گونه‌های جدید به تصویر دقیق میوه نیاز داشت به‌طوری‌که پرورش‌دهندگان گیاه بتوانند نتایج پژوهش‌های خود را به‌طور مستند منتشر سازند. چون در قرن نوزدهم استفاده از عکاسی علمی رواج نداشت، وزارت کشاورزی ایالات متحده آمریکا به هنرمندان کمیسیونی برای کشیدن تصاویر آبرنگ ارقام معرفی شدهٔ جدید پرداخت می‌کرد. بیشتر این نقاشی‌های آبرنگ برای چاپ‌سنگی در کتاب‌های انتشارات وزارت خانه مثل:گزارش میوه‌شناس و کتاب سال کشاورزی مورد استفاده قرار می‌گرفت.
امروزه، مجموعه‌ای از تقریباً ۷۷۰۰ نقاشی آبرنگ در کلکسیون مخصوص کتابخانه ملی کشاورزی ایالات متحده نگهداری می‌شود، این مجموعه به عنوان منبع مهم تاریخی و گیاه‌شناسی در دسترس پژوهشگران گوناگونی مثل باغبانان، تاریخ‌دانان، هنرمندان و ناشران است.
در طول قرن گدشته مطالعهٔ میوه‌کاری تا حدودی کاهش یافته‌است.